# Vestby Station
Vestby Station (Vestby stasjon) er en norsk jernbanestation på Østfoldbanen (vestre linje) i Vestby. Stationen består af to spor med hver sin sideliggende perron og en stationsbygning i træ, der er opført efter tegninger af Peter Andreas Blix. Stationen ligger 59 m.o.h. Den betjenes af NSB's lokaltog mellem Stabekk og Moss.
Stationen åbnede sammen med Østfoldbanen 2. januar 1879. Den blev fjernstyret 8. december 1972 og gjort ubemandet 1. januar 2002. Den blev renoveret i 1996, da banen blev udbygget med dobbeltspor mellem Ski og Sandbukta.